# La Paz (Uruguay)
La Paz je město v Uruguayi. Leží v jižní části země v departementu Canelones. Při sčítání lidu v roce 2011 mělo město 20 524 obyvatel. Je vzdáleno přibližně 20 kilometrů severně od centra hlavního města Montevideo a tvoří tak součást metropolitní oblasti hlavního města. Východní a jižní hranici města tvoří menší řeka Arroyo Las Piedras.
Město bylo založeno v roce 1872. Původně se jednalo o místo pro rekreační účely bohatých obyvatel Montevidea. Jelikož se však v oblasti nacházejí naleziště mramoru a žuly, začaly tyto suroviny lákat nové přistěhovalce, především z Evropy. Kromě těžby nerostů vznikly ve městě také podniky na zpracování masa. Významnými se staly také místní vinice. V roce 1917 zde vznikl jediný židovský hřbitov v zemi. V roce 1957 získalo La Paz statut města.